# Badanie zewnętrzne ciężarnej
Badanie zewnętrzne ciężarnej obejmuje takie działania wobec ciężarnej, jak:
- badanie palpacyjne brzucha,
- ocena wysokości dna macicy,
- osłuchiwanie czynności serca płodu (ASP - akcja serca płodu),
- pomiar obwodu brzucha,
- zewnętrzne badanie miednicy,
- ocena czynności skurczowej macicy,
- badanie dodatkowe - np. ultrasonografia[1][2]

## Badanie palpacyjne brzucha
Służy do określania wielkości płodu oraz jego topografii w kanale rodnym, czyli położenia, ułożenia i ustawienia. Wykonuje się je za pomocą chwytów Leopolda.

## Ocena wysokości dna macicy
Służy do oszacowania wieku ciążowego. Patrz: Badanie wysokości dna macicy.

## Osłuchiwanie ASP
Osłuchiwanie czynności serca płodu wykonuje się za pomocą słuchawki położniczej lub kardiotokografu.

## Pomiar obwodu brzucha
Obwód brzucha mierzymy na wysokości pępka. U ciężarnych z prawidłową budową, przy prawidłowej ilości płynu owodniowego i prawidłowej grubości powłok w terminie porodu wynosi 100-110 cm.

## Zewnętrzne badanie miednicy
Pomiary miednicy pozwalają w przybliżeniu ocenić jej kształt i wielkość. Wykonuje się je za pomocą miednicomierza.

## Ocena czynności skurczowej
Obejmuje obserwację częstotliwości, czasu, trwania i siły skurczów. Do oceny czynności skurczowej służy kardiotokografia.